# Labyrinthidoma
Labyrinthidoma es un género de foraminífero bentónico de la familia Labyrinthidomatidae, de la superfamilia Haplophragmioidea, del suborden Loftusiina y del orden Loftusiida. Su especie tipo es Labyrinthidoma dumptonense. Su rango cronoestratigráfico abarca desde el Coniaciense superior hasta el Santoniense inferior (Cretácico superior).

## Discusión
Clasificaciones previas incluían Labyrinthidoma en el suborden Textulariina del orden Textulariida o en el orden Lituolida.

## Clasificación
Labyrinthidoma incluye a las siguientes especies:
- Labyrinthidoma dumptonense †
- Labyrinthidoma kaeveri †
- Labyrinthidoma southerhamense †